# Heldra

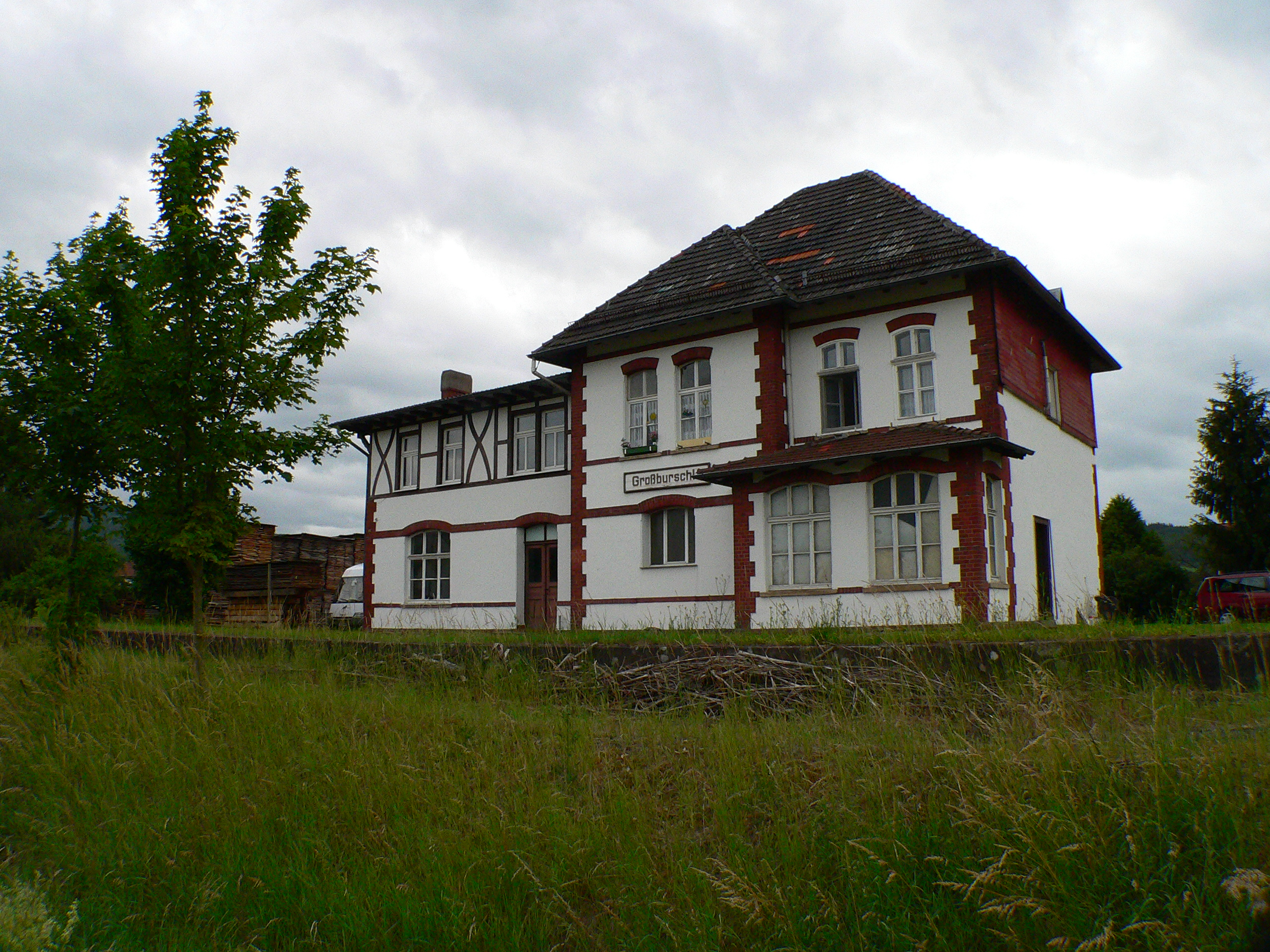
Der zu Heldra gehörende frühere Bahnhof Großburschla

Heldra ist ein dörflicher Stadtteil von Wanfried im nordhessischen Werra-Meißner-Kreis. Zu Heldra gehört die Siedlung Bahnhof Großburschla, die sich im Laufe der Jahre um den in der Gemarkung Heldra gelegenen Bahnhof des thüringischen Nachbarortes entwickelt hat.

## Geographische Lage
Heldra liegt am östlichen Rand Nordhessens an der Mündung des Heldrabachs in die Werra. Das Dorf ist an drei Seiten von thüringischem Gebiet umgeben. Am nördlichen Ortsrand treffen sich die Landesstraße 3244 und die Kreisstraße 6; beide führen zur nahen Bundesstraße 250. Südlich erhebt sich, jenseits der Werra auf thüringischer Seite, der 503,8 m hohe Berg Heldrastein, für den Heldra namensgebend war.

## Geschichte

### Ortsgeschichte
Die älteste bekannte und gesicherte schriftliche Erwähnung erfolgte unter dem Namen Heldra im Jahr 874. Nach Angabe  der Regesten von Schwebda aus dem Jahr 1600 lag Heldra sehr lange wüst und war kurz zuvor erst wieder neu besiedelt worden.
In der nördlichen Flur des Ortes markiert die sogenannte „Feldmühle“ den Standort einer Wüstung. Sie soll nach der örtlichen Überlieferung Vorgängerort von Heldra gewesen sein. Im 15. Jahrhundert siedelte man den Ort in die Nähe der Hellerburg um.

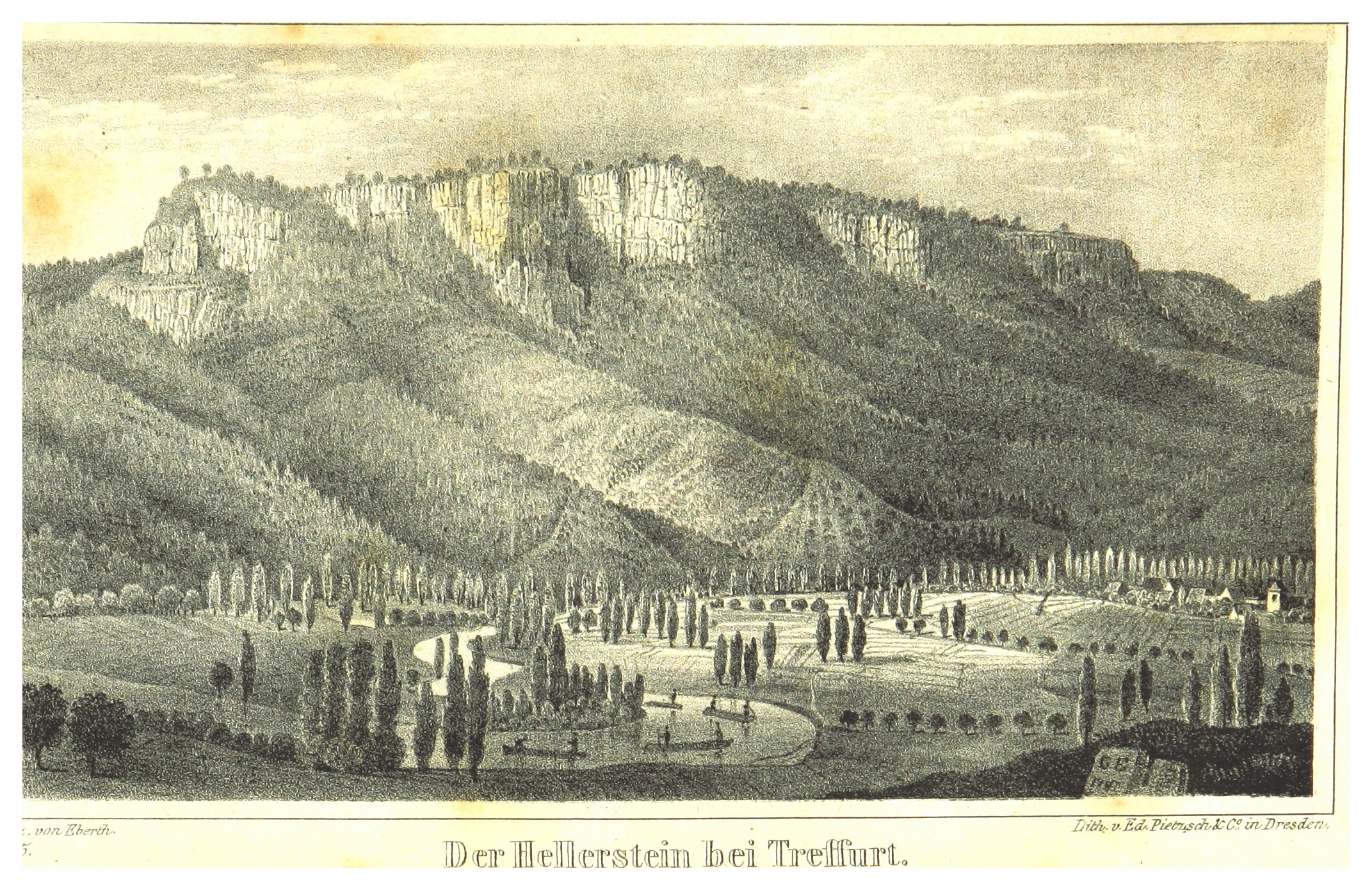
Der Heldrastein (Lithographie)

In Heldra wurde im 18. Jahrhundert Florian Henning, ein im Werratal berüchtigter Räuber, geboren; er hauste in der Henningshöhle am Heldrastein.
1902 erhielt Heldra Anschluss an die Bahnstrecke Schwebda–Wartha, die nach 1945 durch die Teilung Deutschlands zwischen Heldra und Treffurt unterbrochen und 1970 stillgelegt wurde.
Heldra gehörte bis 1945 zur preußischen Provinz Hessen-Nassau und war im Westen, Süden und Osten vom Gebiet der Provinz Sachsen umschlossen. Gemäß den Zonenprotokollen wurde nach dem Zweiten Weltkrieg die Grenze zwischen den westlichen und der östlichen Besatzungszone zwischen diesen Provinzen gezogen. Der Ort mit dem Steuben-Haus wurde damit der amerikanischen Besatzungszone zugeteilt. Dieser Grenzverlauf wurde später nicht geändert, so dass Heldra von 1949 bis 1990 nach Westen, Süden und Osten vom Territorium der DDR umschlossen und somit nur von Norden aus zugänglich war. In den 1960er und 1970er Jahren war es ein beliebter Ausflugspunkt, von dem aus man rundum in die DDR schauen konnte. Hierzu waren wie vielerorts entlang der innerdeutschen Grenze besondere Informationspavillons eingerichtet.
Der besondere Grenzverlauf wurde von Amts wegen als „Heldraer Zipfel“ bezeichnet. Tatsächlich konnte man vom obersten „im Westen“ erreichbaren Aussichtspunkt nur den eigenen Ort (Heldra) und die Verbindungsstraße von Großburschla nach Schnellmannshausen sowie ein Stück von Treffurt einsehen, denn der 500 m hohe Heldrastein versperrte die Sicht nach Thüringen. Diese Stelle, wie überhaupt der Ort Heldra, war über Jahre im Kalten Krieg ein beliebtes Motiv für westliche Kamerateams, um direkt vom Eisernen Vorhang zu berichten. Gegenüber dem Aussichtspunkt stand hinter den Grenzzäunen und jenseits der Straße ein mittelgroßer Beobachtungsturm (BT 11) der DDR-Grenztruppen. Er sollte potentielle Flüchtlinge vom Überwinden der Sperranlage abhalten, die hier wegen der extremen Steilhanglage lediglich aus zwei Streckmetallzäunen im Abstand von nur ca. 10 m und wegen der Hundelaufspur ohne Minenfeld bestand. Der Bevölkerung von Großburschla, die täglich mit Bus oder Pkw am Zaun vorbeifuhr, war es streng verboten, den nur einen Steinwurf entfernten Leuten am Aussichtspunkt „im Westen“ durch Gesten wie Winken oder Nicken zu antworten. Außerdem galt absolutes strenges Halteverbot, denn ein kleiner Teil der Straße war vom Turm nicht einsehbar, ausgerechnet dort verlief die Grenze für etwa 150 m unmittelbar neben der Straße und die Zäune lagen wegen des steilen Geländes an einem Punkt auch noch halb unter Straßenniveau, so konnte diese Stelle nur mit regelmäßigen Patrouillen überwacht werden.
Genau dort gelang am frühen Morgen des 3. März 1989 einem Lkw-Fahrer, der die Strecke gut kannte, die Flucht aus der DDR. Er hielt an, legte eine aus einem langen Rohr selbstgebaute Konstruktion (die erfolgreich den übernächtigten Kontrollposten in Schnellmannshausen einen zum Fahrzeug gehörenden Kran vortäuschte), waagerecht von der Ladefläche aus. Die reichte aber nur über den ersten Zaun, er entschloss sich, trotzdem darüber zu krabbeln, musste allerdings jetzt in den Zwischenraum springen. Er sprach trotz Aufregung den Hund freundlich an, der zu seinem Erstaunen friedlich blieb und stellte jetzt erst fest, dass er in der Falle saß, denn der zweite Zaun war zum Überklettern etwas zu hoch. Da half ihm ein unglaublicher Zufall, er sah, dass das Dach auf der Hundehütte nur lose auflag, er benutzte es als Steighilfe und konnte so über den Zaun klettern. In dem steil abfallenden Gelände schaffte er es schnell über die tatsächliche Grenze und verschwand im dichten Wald auf der hessischen Seite. Wie alle Fluchtversuche war auch dieser lebensgefährlich – weniger als neun Monate vor der Wende.
Heldra wurde 2003 Landessieger im Wettbewerb „Unser Dorf“ und errang 2004 eine Silbermedaille im Bundeswettbewerb „Unser Dorf soll schöner werden – unser Dorf hat Zukunft“.

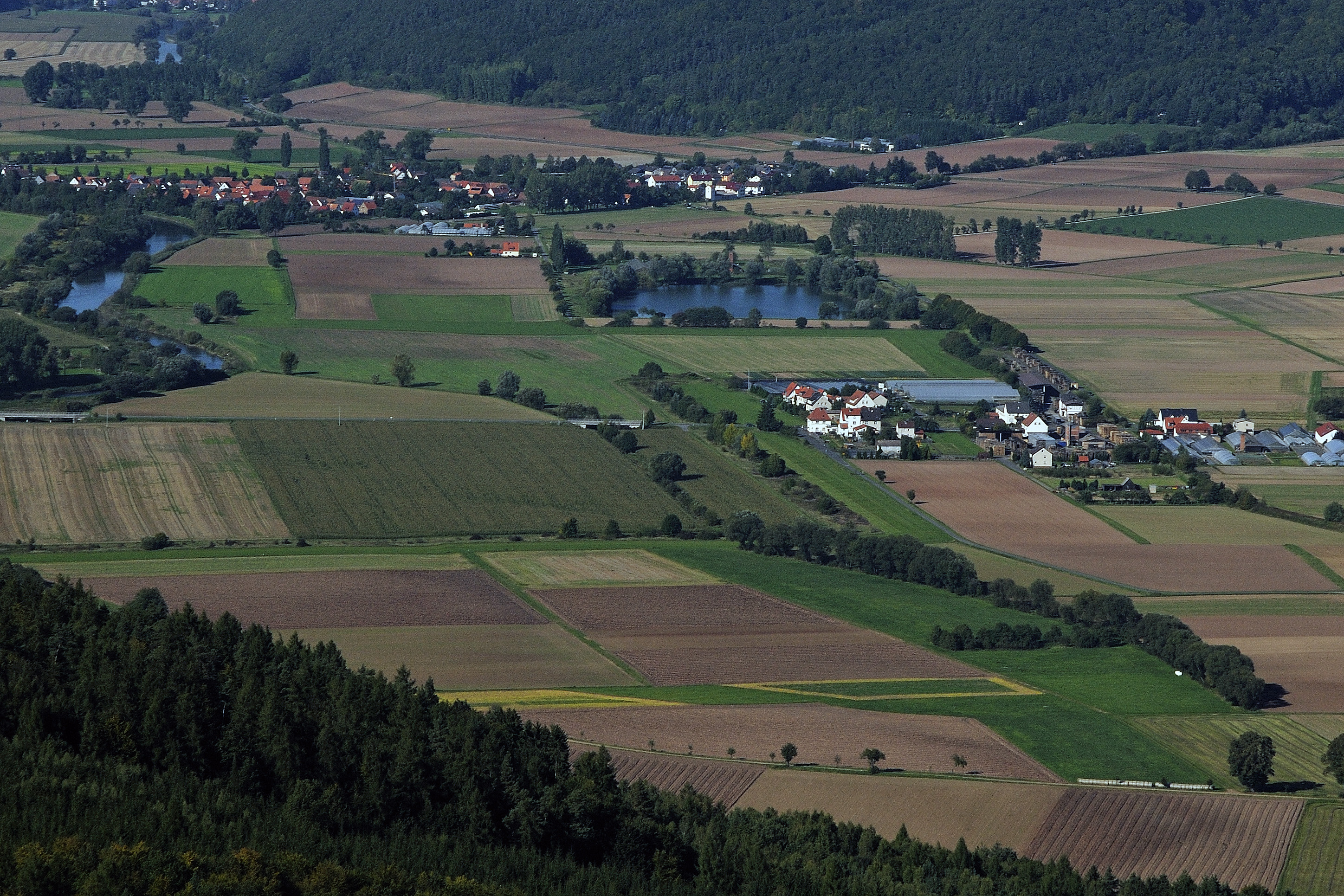
Der Verlauf der ehemaligen innerdeutschen Grenze zwischen Großburschla (links) und Bahnhof Großburschla (rechte Bildmitte) ist nicht an allen Stellen des Luftbilds leicht zu erkennen.

Die ungewöhnliche Lage des früher „westlichen“ Heldra östlich des „östlichen“ Großburschla ermöglicht es heute Reisenden von Kassel nach Mühlhausen/Thüringen, die den Weg über Großburschla und Heldra wählen, dreimal innerhalb kurzer Zeit die frühere innerdeutsche Grenze zu überqueren. Ein Picknickplatz mit Informationstafeln befindet sich in unmittelbarer Nähe des Dreikreiseecks Werra-Meißner-Kreis (Hessen), Unstrut-Hainich-Kreis und Wartburgkreis (Thüringen) östlich des Grünen Bandes Deutschland.
Hessische Gebietsreform (1970–1977)
Zum 1. April 1972 wurde im Zuge der Gebietsreform in Hessen die bis dahin selbständige Gemeinde Heldra auf freiwilliger Basis als Stadtteil nach Wanfried eingegliedert.
Für Heldra wurde ein Ortsbezirk mit Ortsbeirat und Ortsvorsteher nach der Hessischen Gemeindeordnung gebildet.

### Verwaltungsgeschichte im Überblick
Die folgende Liste zeigt die Staaten und Verwaltungseinheiten, denen Heldra angehört(e):
- nach 1365: Heiliges Römisches Reich, Landgrafschaft Hessen, Amt Wanfried
- ab 1567: Heiliges Römisches Reich,  Landgrafschaft Hessen-Kassel, Amt Wanfried
  - 1627–1834: Landgrafschaft Hessen-Rotenburg (sogenannte Rotenburger Quart), teilsouveränes Fürstentum unter reichsrechtlicher Oberhoheit der Landgrafschaft Hessen-Kassel bzw. des Kurfürstentums Hessen
- ab 1806: Landgrafschaft Hessen-Kassel, Rotenburger Quart, Amt Wanfried
- ab 1807: Königreich Westphalen, Departement des Harzes, Distrikt Heiligenstadt, Kanton Treffurt
- ab 1815: Kurfürstentum Hessen, Amt Eschwege[7]
- ab 1821: Kurfürstentum Hessen, Provinz Niederhessen, Kreis Eschwege[8][Anm. 2]
- ab 1848: Kurfürstentum Hessen, Bezirk Eschwege
- ab 1851: Kurfürstentum Hessen, Provinz Niederhessen, Kreis Eschwege
- ab 1867: Norddeutscher Bund, Königreich Preußen, Provinz Hessen-Nassau, Regierungsbezirk Kassel, Kreis Eschwege
- ab 1871: Deutsches Reich, Königreich Preußen, Provinz Hessen-Nassau, Regierungsbezirk Kassel, Kreis Eschwege
- ab 1918: Deutsches Reich, Freistaat Preußen, Provinz Hessen-Nassau, Regierungsbezirk Kassel, Kreis Eschwege
- ab 1944: Deutsches Reich, Freistaat Preußen, Provinz Kurhessen, Landkreis Eschwege
- ab 1945: Deutsches Reich, Amerikanische Besatzungszone, Groß-Hessen, Regierungsbezirk Kassel, Landkreis Eschwege
- ab 1946: Deutsches Reich, Amerikanische Besatzungszone, Hessen, Regierungsbezirk Kassel, Landkreis Eschwege
- ab 1949: Bundesrepublik Deutschland, Hessen, Regierungsbezirk Kassel, Landkreis Eschwege
- ab 1972: Bundesrepublik Deutschland, Hessen, Regierungsbezirk Kassel, Landkreis Eschwege, Stadt Wanfried
- ab 1974: Bundesrepublik Deutschland, Hessen, Regierungsbezirk Kassel, Werra-Meißner-Kreis, Stadt Wanfried

## Bevölkerung

### Einwohnerstruktur 2011
Nach den Erhebungen des Zensus 2011 lebten am Stichtag dem 9. Mai 2011 in Heldra 459 Einwohner. Darunter waren 3 (0,7 %) Ausländer.
Nach dem Lebensalter waren 63 Einwohner unter 18 Jahren, 156 waren zwischen 18 und 49, 126 zwischen 50 und 64 und 114 Einwohner waren älter. Die Einwohner lebten in 207 Haushalten. Davon waren 54 Singlehaushalte, 60 Paare ohne Kinder und 69 Paare mit Kindern, sowie 21 Alleinerziehende und 3 Wohngemeinschaften. In 48 Haushalten lebten ausschließlich Senioren und in 120 Haushaltungen leben keine Senioren.

### Einwohnerentwicklung
Quelle: Historisches Ortslexikon
- 1574: 54 Haushaltungen
- 1747: 75 Haushaltungen

| Heldra: Einwohnerzahlen von 1834 bis 2011 | Heldra: Einwohnerzahlen von 1834 bis 2011 | Heldra: Einwohnerzahlen von 1834 bis 2011 | Heldra: Einwohnerzahlen von 1834 bis 2011 | Heldra: Einwohnerzahlen von 1834 bis 2011 |
| --- | ----------------------------------------- | ----------------------------------------- | ----------------------------------------- | ----------------------------------------- |
| Jahr |                                           |                                           |                                           | Einwohner                                 |
| 1834 | 1834                                      |                                           | 412                                       | 412                                       |
| 1840 | 1840                                      |                                           | 420                                       | 420                                       |
| 1846 | 1846                                      |                                           | 426                                       | 426                                       |
| 1852 | 1852                                      |                                           | 436                                       | 436                                       |
| 1858 | 1858                                      |                                           | 427                                       | 427                                       |
| 1864 | 1864                                      |                                           | 473                                       | 473                                       |
| 1871 | 1871                                      |                                           | 406                                       | 406                                       |
| 1875 | 1875                                      |                                           | 412                                       | 412                                       |
| 1885 | 1885                                      |                                           | 436                                       | 436                                       |
| 1895 | 1895                                      |                                           | 436                                       | 436                                       |
| 1905 | 1905                                      |                                           | 453                                       | 453                                       |
| 1910 | 1910                                      |                                           | 465                                       | 465                                       |
| 1925 | 1925                                      |                                           | 497                                       | 497                                       |
| 1939 | 1939                                      |                                           | 566                                       | 566                                       |
| 1946 | 1946                                      |                                           | 858                                       | 858                                       |
| 1950 | 1950                                      |                                           | 926                                       | 926                                       |
| 1956 | 1956                                      |                                           | 838                                       | 838                                       |
| 1961 | 1961                                      |                                           | 760                                       | 760                                       |
| 1967 | 1967                                      |                                           | 676                                       | 676                                       |
| 1970 | 1970                                      |                                           | 545                                       | 545                                       |
| 1980 | 1980                                      |                                           | ?                                         | ?                                         |
| 1987 | 1987                                      |                                           | 541                                       | 541                                       |
| 2000 | 2000                                      |                                           | ?                                         | ?                                         |
| 2011 | 2011                                      |                                           | 459                                       | 459                                       |
| Datenquelle: Historisches Gemeindeverzeichnis für Hessen: Die Bevölkerung der Gemeinden 1834 bis 1967. Wiesbaden: Hessisches Statistisches Landesamt, 1968. Weitere Quellen: ; Zensus 2011 |                                           |                                           |                                           |                                           |

### Historische Religionszugehörigkeit
| • 1885: | 435 evangelische (= 99,77 %), ein katholischer (= 0,23 %) Einwohner |
| • 1961: | 694 evangelische (= 91,32 %), 66 katholische (= 8,68 %) Einwohner   |

## Sehenswürdigkeiten

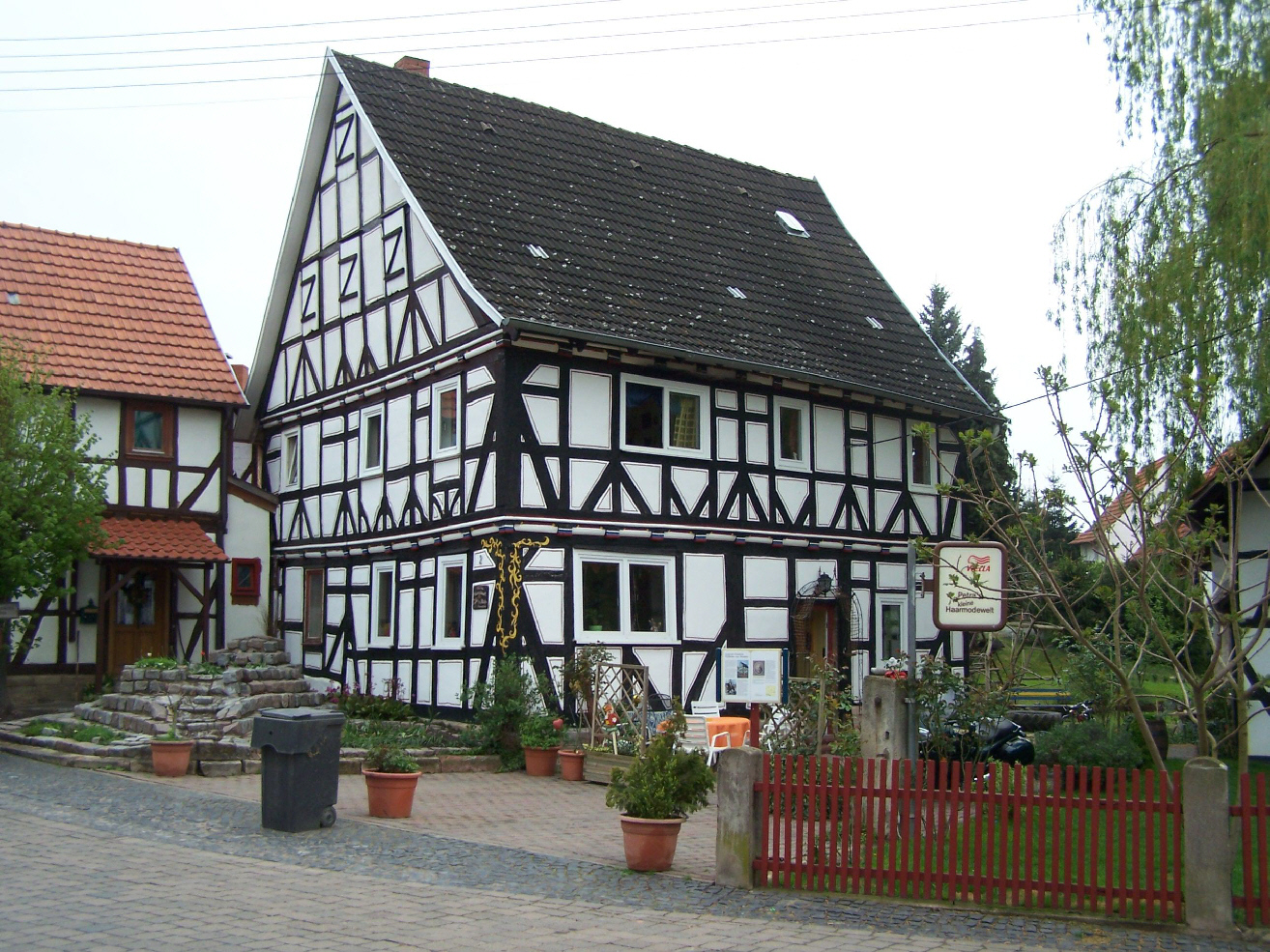
Das Steuben-Haus in Heldra

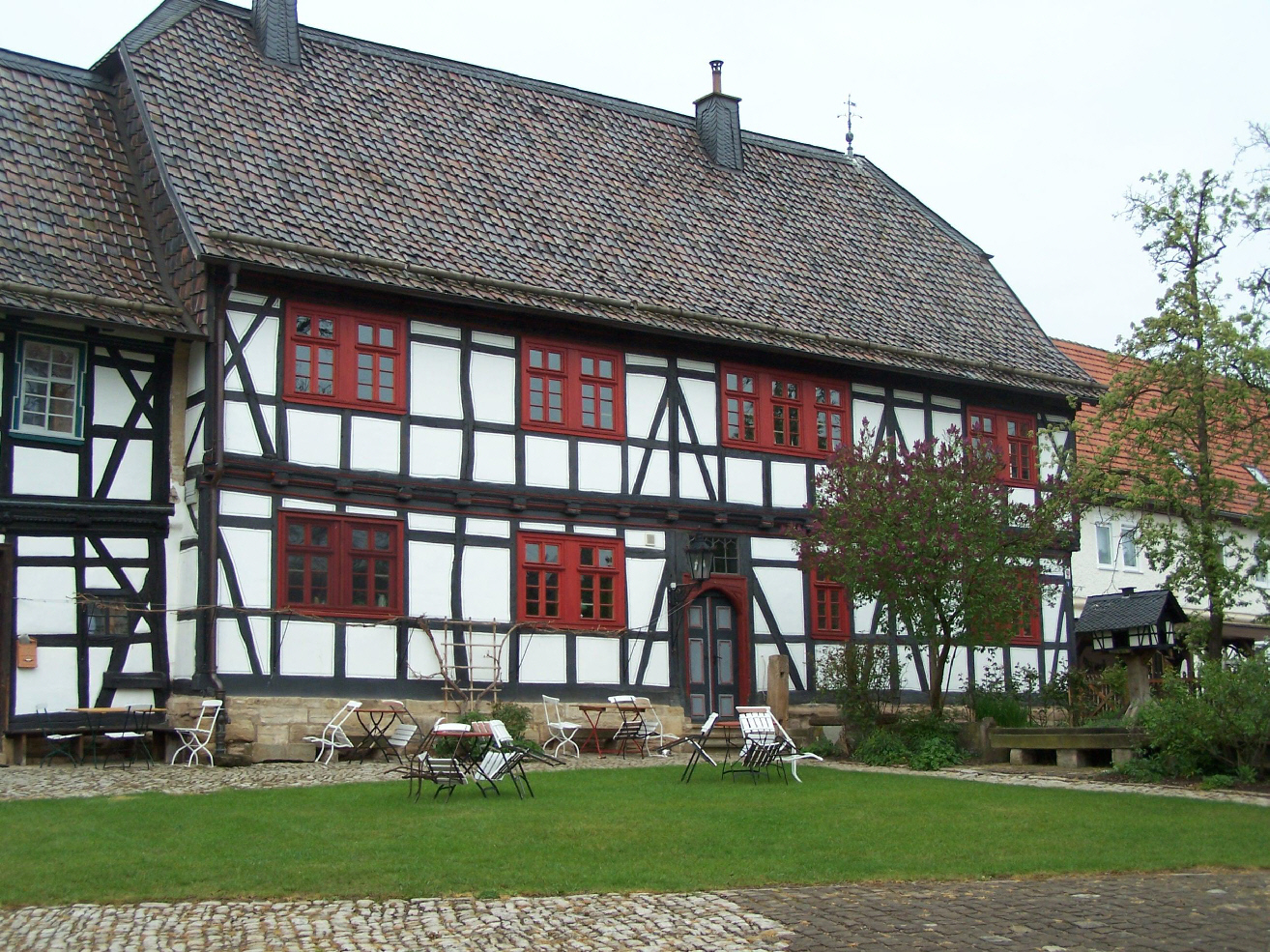
Das Franckesche Gut Heldra

- Im Ort befinden sich viele Fachwerkhäuser und -gehöfte, darunter die Häuser der Ahnen von August Hermann Francke und Friedrich Wilhelm von Steuben.
- Weitere Sehenswürdigkeiten sind der Heldrastein, das Franckesche Gut, die Kirche und das benachbarte Steuben-Haus im Ortszentrum sowie das Heimatmuseum.

## Infrastruktur
- Im Dorf steht ein Dorfgemeinschaftshaus.
- In Heldra befindet sich eine Bootsanlegestelle.
- Weiterhin gibt es Kinderspielplätze und einen Sportplatz.